# Karel Horký
Karel Horký (* 4. September 1909 in Štěměchy, Österreich-Ungarn; † 27. November 1988 in Brünn, Tschechoslowakei) war ein tschechischer Komponist, Fagottist und Hochschullehrer.

## Leben
Im wenige Kilometer von Třebíč entfernten Dorf Štěměchy geboren, spielte Karel Horký bereits in der Jugend Fagott in der Militärkapelle von Znojmo und in verschiedenen Orchestern, ehe er 1937 ins Opernorchester in Brünn eintrat. Nach privatem Kompositionsunterricht bei Pavel Haas und bei Vladimír Polívka studierte er 1941–1944 am Prager Konservatorium in der Meisterklasse bei Jaroslav Křička. Anschließend wirkte er bis 1960 weiterhin als Orchestermusiker im ehemaligen Deutschen Stadttheater, dem 1946–1965 so bezeichneten Janáček-Theater (und nunmehrigen Mahen-Theater) in Brünn. 1945–1952 unterrichtete er Harmonielehre und Kontrapunkt am Brünner Konservatorium, 1952–1955 Instrumentation, Analyse und Komposition an der Janáček-Akademie (JAMU). 1960 wurde er Professor für Musiktheorie am Konservatorium, dessen Direktor er 1964–1974 war. 1974 erhielt er von staatlicher Seite den Titel eines „Verdienten Künstlers“ (Zasloužilý umělec).

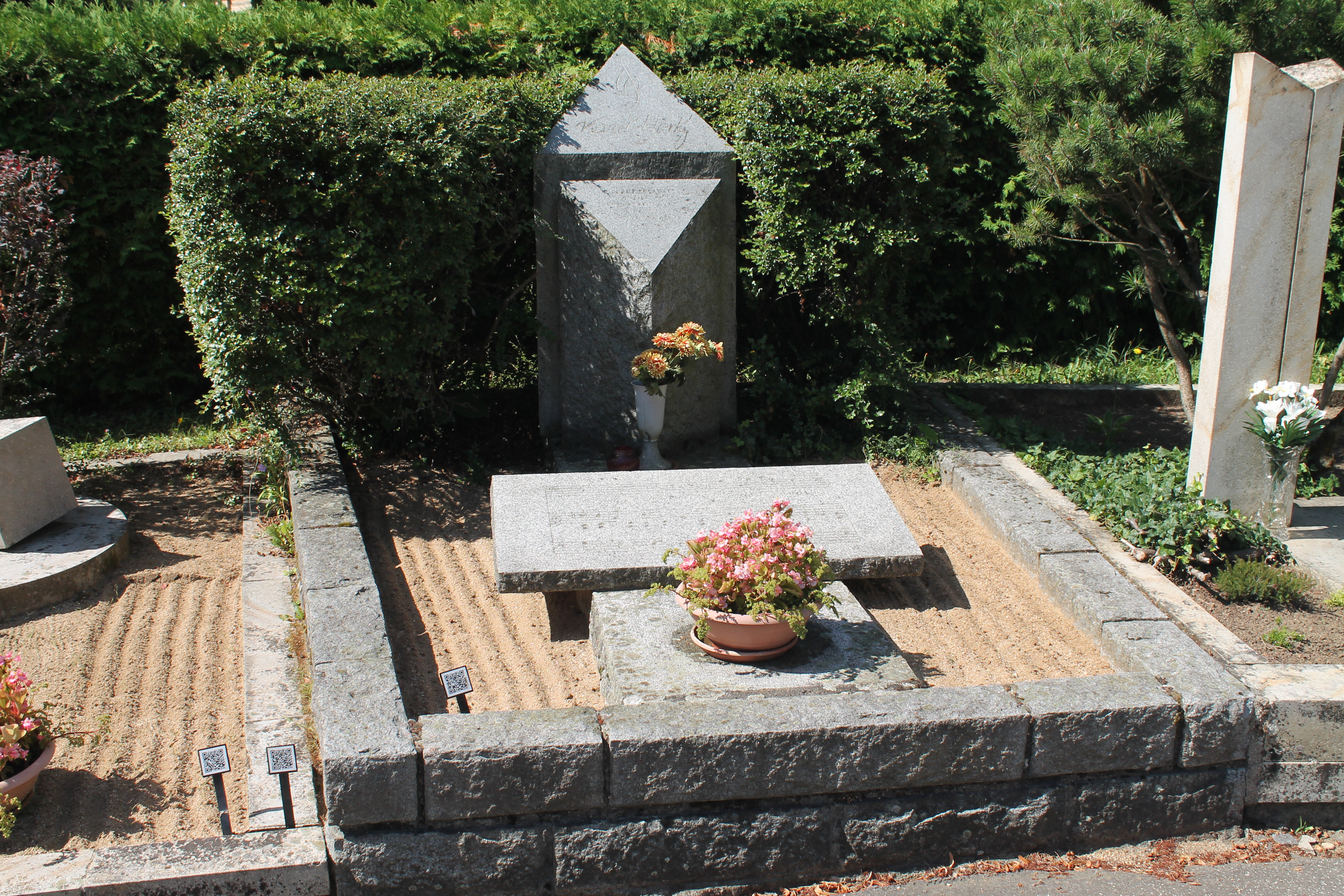
Ehrengrab von Karel Horký auf dem Zentralfriedhof von Brünn

Horkýs Schaffensschwerpunkt galt der Bühne, wobei die Brünner Oper seine zentrale Aufführungsstätte bildete. Daneben galt er nichtsdestoweniger auch als einer der wichtigsten tschechischen Sinfoniker der 1960- und 1970er-Jahre. Karel Horký starb 1988 und wurde in einem Ehrengrab auf dem Brünner Zentralfriedhof beigesetzt.

## Werke (Auswahl)

### Oper
- Jan Hus. Oper in sechs Bildern, Libretto: Vladimír Kantor (1944–1948, rev. 1954–1957)[3]
- Hauptmann Šarovec. Volksoper in fünf Bildern, Libretto: František Kožík (1951–1952)
- Das Gift von Helsingør. Oper in zwei Akten nach einem Stück von Miloš Rejnuš, Libretto: Václav Renč (1967–1968)
- Morgendämmerung. Oper in vier Bildern nach dem Roman „Vstanou noví bojovníci“ (Neue Kämpfer werden aufstehen) von Antonín Zápotocký, Jaroslav Nezval (1973–1974)
- Atlantida. Oper in vier Akten nach dem Stück „Dnes ještě zapadá slunce nad Atlantikem“ (Heute noch geht die Sonne über Atlantis unter) von Vítězslav Nezval, Libretto: Eva Bezděková (1979–1980)

### Ballett
- Die Muschel. Ballett (1940)
- König Ječminek. Ballett (1949–1950)

### Orchesterwerke
- Klytia. Sinfonische Dichtung (1940)
- Sinfonie Nr. 1 (1959)
- Serenade für Streichorchester (1964)
- Sinfonie Nr. 2 (1964–1965)
- Festouvertüre (1970)
- Sinfonie Nr. 3 (1971)
- Sinfonie Nr. 4 (1974)

### Soloinstrument und Orchester
- Konzert für Violoncello und Orchester (1954)
- Konzert für Violine und Orchester (1955)
- Konzert für Fagott und Orchester (1966)
- Konzert für Posaune und Orchester (1970)
- Konzert für Horn und Orchester (1971)
- Schicksalspräludien für Klavier und Orchester (1972)

### Duo und Kammermusik
- 5 Streichquartette (1938; 1954; 1955; 1963; 1984)
- Suite für Bläserquintett (1939)
- Sonate Nr. 1 für Violine und Klavier (1943)
- Nonett (1958)
- Quintett für Klarinette und Streichquartett (1960)
- Sonatine für Kontrabass und Klavier (1961)
- Sonate Nr. 2 für Violine und Klavier (1984)

### Konzertante Vokalwerke
- Die gesprungene Vase. Drei Lieder nach Gedichten von Sully Prudhomme und Karel Čapek für Alt und Klavier (1958)
- Der tschechische Traum. Kantate nach Worten von Josef Kainar (1963)
- Dimitroff. Sinfonisches Bild nach dem Roman „Hra s ohněm“ von Marie Pujmanová u. a. für Orchester, gemischten Chor und Rezitation (1972)

### Filmmusik
- Rozhovor ve vlaku (Gespräch im Zug). Kurzfilm, Regie: Miloš Wasserbauer (1947)